# Lone Drøscher Nielsen
Lone Drøscher Nielsen, född den 4 november 1964, är en dansk naturvårdare och grundaren av världens största rehabiliteringscenter för orangutanger. Hon jobbade tidigare som flygvärdinna på SAS.

## Orangutangengagemang
Centret Nyaru Menteng på indonesiska ön Borneo grundades av Lone Dröscher Nielsen år 1999. Sedan dess har centret gett över tusen hem- och föräldralösa orangutanger en andra chans till ett liv i det fria.
Lone Dröscher Nielsen kom i kontakt med Borneos utrotningshotade orangutanger när hon arbetade som flygvärdinna. Efter att ha jobbat som frivillig för primatologen Birute Galdikas valde hon i mitten av 90-talet att säga upp sig från sitt jobb och bosätta sig på Borneo. 1999 kunde hon starta sitt eget rehabiliteringscenter i de centrala delarna av indonesiska delen av Borneo. På rehabiliteringscentret tränas orangutangungar som blivit av med sin mamma att klara sig själva i naturen. Efter 6-10 år kan de flesta släppas ut i en skyddad del av regnskogen igen.
År 2010 blev Lone Dröscher Nielsen tvungen att lämna Borneo och Nyaru Menteng på grund av sjukdom. Hon flyttade till Wales och jobbar som expertrådgivare åt organisationen Save the Orangutan. Hon är även rådgivare för Nyaru Menteng, med särskilt ansvar för att välja ut de orangutanger som är redo att släppas fria i regnskogen.

## I media
Det har gjorts ett flertal dokumentärer om Lone Dröscher Nielsen. Bland annat har hennes arbete med att rädda och rehabilitera Borneos utrotningshotade orangutanger skildrats av BBC, Animal Planet och danska DR. Hon har även varit gäst i TV4:s program . Även SVT har visat en dokumentär om henne  och hennes arbete för att rädda orangutangen.

## Utmärkelser
- Riddare av Dannebrogorden,  2014[1]

[Redigera Wikidata]